# Norra Planokulturen

Karta: Utbredningen på denna karta stämmer inte helt med texten

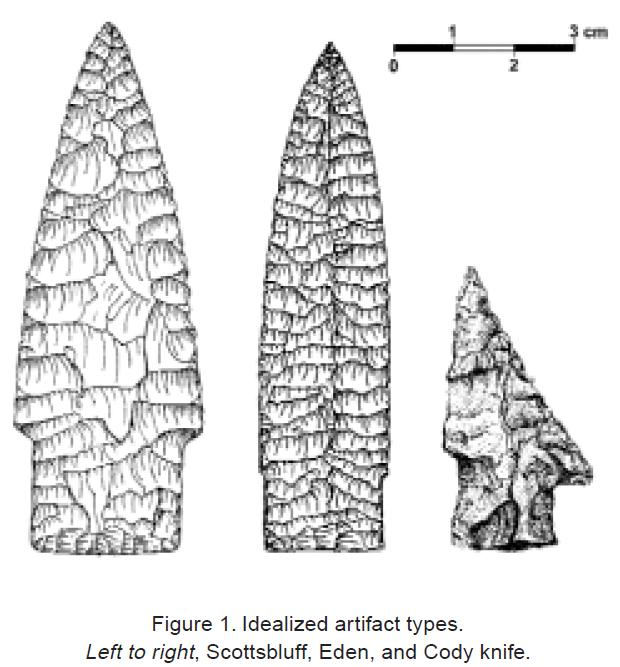
Spetsar av Cody gruppen av kulturen.

Norra Planokulture (engelska: Northern Planoculture) var en amerikansk kultur med utbredning främst på de stora slätterna i Nordamerika. Arkeologer gav namnet till en grupp av olika jägar- och samlarsamhällen som var bosatta på Great Plains i Nordamerika från den paleoindianska tiden till mellersta delen av arkaiska perioden. Planokulturen bildades i slutet av istiden för cirka 10 000 år sedan i prärieregionen i Nordamerika. I början av den arkaiska perioden började bosättningarna bli fastare. Utbredningsområdet för Planokulturen sträckte sig från Kanadas Northwest Territories till Mexikanska golfen. Med ett så stort utbredningsområde hade Planokulturen en stor variation av rörlighet och livsstilar. Istället för att fokusera på jakt på bisonoxar jagade planoindianerna även många mindre djur, samt samlade växter och fiskade. Glaciären i norr hade dragit sig tillbaka från många områden, och Agassizsjön i centrala Kanada hade krympt avsevärt när kulturen spreds norrut. Skickligheten i stenhantering hade utvecklats, och det förändrade  spjutspetsarna av sten. Till exempel var spjutspetsarna ofta mycket välgjorda, långa och smala.

## Namnet
Planokulturen namn kommer från det faktum att kulturen först definierades på slätten. Namnet blev en felaktig benämning då Planokulturen har en utsträckning från södra platån i British Columbia till Atlantkusten och från Keewatin-distriktet i Northwest Territorries  till Mexikanska golfen. Planokulturens bosättningar efterliknar den hos dess paleoindianska förfäder i ett stort antal markant olika miljöer. De tidiga arkaiska komplexen i östra Nordamerika är annorlunda. Kulturens kärnområde var dock på slätterna och oavsett om Planokulturen finns på Gaspé-kusten i Québec eller Barrengrounds i Northwest Territories, var dess ursprung ursprungligen på slätterna. 

## Utmärkande egenskaper: Flathuggna projektilspetsar
Planokulturen på de stora slätterna från 10 000 till för 7 000 år sedan kännetecknas av långa, lansettlika projektilspetsar: Planokulturen definieras av dessa  inte räfflade projektilspetsar som gemensamt kallas Planospetsar. Plano-kulturen kännetecknades av många regionala grupper med olika sammansättningar av fynd. Det som förenar alla dessa grupper var en mycket utpräglad metod för att hugga sten. Den tekniska förändringen från sen paleoindiansk kultur till tidig Planokultur på den nordamerikanska slätten innebar en dramatisk förändring i utformningen av projektilspetsarna och resten av verktygen av sten, medan bosättningsmönster och levnadssätt förblev oförändrade. Förändringen i stilen på  projektilspetsar kan ha berott på en förändring av jaktvapensystemet, möjligen ersattes det delade spjutskaftet som krävde en urholkning av stenspetsen som Clovis och Folsom båda hade till en skaftningsmetod med en hylsa där spetsen sattes in. Oavsett om detta orsakades av förändringar i jaktvapnen så slog de nya spetsarna snabbt igenom över hela slättområdet och även i angränsande regioner. Dessa förändringar ägde rum strax före 8000 f.Kr. Under denna tid  ersattes granskogarna av gräsmarker med ett mellanliggande bälte av parkskogar.

## På de norra slätterna
Planokulturernas utvecklades i det av arktiskt klimat dominerade Nordamerika under den så kallade litiska perioden och i  början av den arkaiska perioden mellan 9000 f.Kr. och 6000 f.Kr. Planokulturerna hade sitt ursprung på slätterna, men sträckte sig långt bortom, från Atlantkusten, till dagens British Columbia och så långt norrut som Northwest Territories.  "Tidig Planokultur förekommer söder om North Saskatchewan River i Saskatchewan och vid foten av Klippiga bergen norrut till Peace River Valley i Alberta och intilliggande British Columbia. Vid den här tiden var större delen av Manitoba fortfarande täckt av glaciärsjön Agassiz och tillhörande glaciärer.
De kanadensiska slätterna är norra delen av Central Plains i Nordamerika och de omfattades av den kulturella utvecklingen i hela denna stora region.Informationer om utvecklingen i USA på slätterna i norr. Spridningen av delar av den tidiga Planokultur till Kanadas slätter skedde från USA. Detta visas av verktyg tillverkade av stensorter vars geologiska källor finns söder om gränsen till USA. Tidig Planokultur förekommer i Kanada söder om North Saskatchewan River i Saskatchewan och vid foten av Klippiga bergen norrut till Peace River Valley i Alberta och angränsande British Columbia. Så här tidigt var Manitoba fortfarande täckt av Glacial Lake Agassiz och glaciärer. Bisonhjordar drogs till de stora grässlätterna och parktundran i den västra regionen av Nordamerika. Omkring 9 000 f.Kr. när glaciärerna drog sig tillbaka skapades nya  sjöregioner, och expansionen av växt- och djursamhällen tog fart norrut och även österut. På den karga tundran ersattes bisonoxen som bytesdjuret av olika underarter av karibo. På de västra slätterna använde kulturen de gräsmarker och parkskogar som var attraktiva för bisonflockarna. Runt 9 000 B.P. gjorde de retirerande glaciärerna att växt- och djursamhällen flyttade mot norrut och österut. I dessa nyligen öppnade områden ersatte karibou bison som det viktigaste bytesdjuret. I en smal korridor mellan isen och sjöarna i norr flyttade en mindre  av befolkningen också  österut och samtididigt expanderande de tidigarkaiska kulturerna från söder och de nådde efter en tid östkusten. Det fanns också en möjlig penetration från väster över Klippiga bergen in på den södra platån men bosättningen karaktär är fortfarande outredd.
Planofolket bodde  på slätterna men också i angränsande regioner. Kulturen ärvde  kulturdrag med ursprung i den östliga tidiga arkaiska kulturer särskilt spjutspetsar. Dessa tekniska förändringar av de litiska föremålen har gett arkeologerna basen för skapa ett antal olika regionala kulturer i öster under den sena delen av period II. På slätten bestod livssättet med jakt på bison, medan både de östliga och nordliga varianterna av Planokulturen förändrade sitt levnadssätt och bosättningsmönster, såväl som deras teknologier, på grund av olika miljöförhållanden. Utvecklingen av denna vitt spridd Planokultur till två senare kulturer, mer regionala kulturer Early Shield och Early Plains, När man började använda spjutkastaren förändrades teknologin. I norr anpassade man sig till skogar med lavar som marktäcke och i öster till den boreala skogen.
Liksom Folsomkulturen jagade man i allmänhet Bison antiquus i början. Man jagade ofta med metoden att orsaka panikrusningar i bisonhjorden så att djuren i paniken störtade från höga klippor eller rusade in i en konstruerad inhägnad. Man jagade också hjort, älg, rådjur, tvättbjörn och prärievarg. För att ta tillvara köttet i livsmedelsförsörjning för längre tid konserverade de köttet med hjälp av bär och animaliskt fett och förvarade det sedan i behållare gjorda av hudar.

## Grupper av kulturen i USA
På  slätterna i USA finns följande Planokulturer från 8000 f. Kr till 5 000 f. Kr. Indelningen bygger på de  långa, lansettlika stenspetsarna.
- Agate Basin komplexet, uppkallat efter platsen  Agate Basin.
- Utlöpare / Bergskomplex [4]
- Cody komplexet, uppkallat efter benlämningarna nära Cody, Wyoming, inkluderar Olsen-Chubbuck plats för bisondödande  och Jürgens-platsen. (Se bilden)
- Hell Gap-komplexet, såsom Hell Gap-platsen i Wyoming, som den är uppkallad från, och Jones-Miller-bisondöden.[5]